# کونیهارو ناکاموتو
کونیهارو ناکاموتو (به انگلیسی: Kuniharu Nakamoto) بازیکن فوتبال اهل ژاپن و عضو تیم ملی فوتبال ژاپن است که در تاریخ ۰۲ سپتامبر ۱۹۸۷ میلادی اولین بازی ملی‌اش را انجام داد. او در ۵ بازی ملی حضور داشت و آخرین بازی ملی خود را در تاریخ ۲۶ اکتبر ۱۹۸۷ میلادی انجام داد. کونیهارو ناکاموتو در بازی‌های ملی‌اش
گلی به ثمر نرساند.